# Epaksa
Ли Пакса, имя при рождении — Ли Ёнсок (англ. Lee Yong-Seok, кор. 이박사 (이용석); род. 5 октября 1954, Кёнгидо) — южнокорейский певец, работающий в собственном жанре техно-трот (Techno-trot, 테크노 뽕짝). Техно-трот представляет собой смесь нескольких музыкальных стилей и отличается быстрым темпом исполнения, этот жанр был известен в конце 1990-х — начале 2000-х.

## Биография
В детстве родители научили Ли жанру пхансори, который он в будущем смешал с современной западной музыкой. Певцу был свойственен уникальный способ развлечения: во время пения он имитировал звуки всех инструментов, используемых в прелюдии и интерлюдии. Таким образом Ли выступал в туристических автобусах почти 20 лет, пока в 1989 году он не привлёк внимание владельца известного ночного клуба и, по совместительству, продюсера. Вскоре вышел первый альбом певца Sinbaram Epaksa Vol. 1, который сразу же стал хитом. Подобная музыка была совершенно новой для среднего класса корейского общества, было продано более 1 000 000 кассет с записью Sinbaram Epaksa Vol. 1. Ли поступает ряд приглашений на телевидение, в течение года он является соведущим дневной программы «Nae Gohyang Sohshic» на канале Munhwa Broadcasting Corporation. Поддерживаемый тёплым приёмом первого альбома, певец выпускает ещё 19 успешных кассет. В 1995 году альбомы Ли попадают в Японию, где его фирменный вокальный стиль, сопровождаемый звуками синтезатора, также приходится по душе слушателям. Год спустя выходит альбом Encyclopedia Of Pon-Chak, который знаменует новый этап развития творчества певца: он начинает напевать слова и тексты, а не только звуки и вокализации. На этом альбоме появляется песня «Young Man» — весьма своеобразный кавер «Y.M.C.A.» группы Village People. К настоящему времени Ли выпустил 25 альбомов.

## Дискография (неполная)
- Sinbaram Epaksa Vol. 1 (1989)
- Encyclopedia of Pon-Chak Party (1996)
- 2002 E-Pak-Sa’s Space Odyssey (1996)
- 5 cm Higher and Rising! (1996)
- Space Fantasy 2000 (1999)
- Pon-Chak Revolution (2001)
- Pak Sa Revolution (2001)
- Pak Sa Emotion (2001)
- Winter Techno-Pon (2001)